# Celha

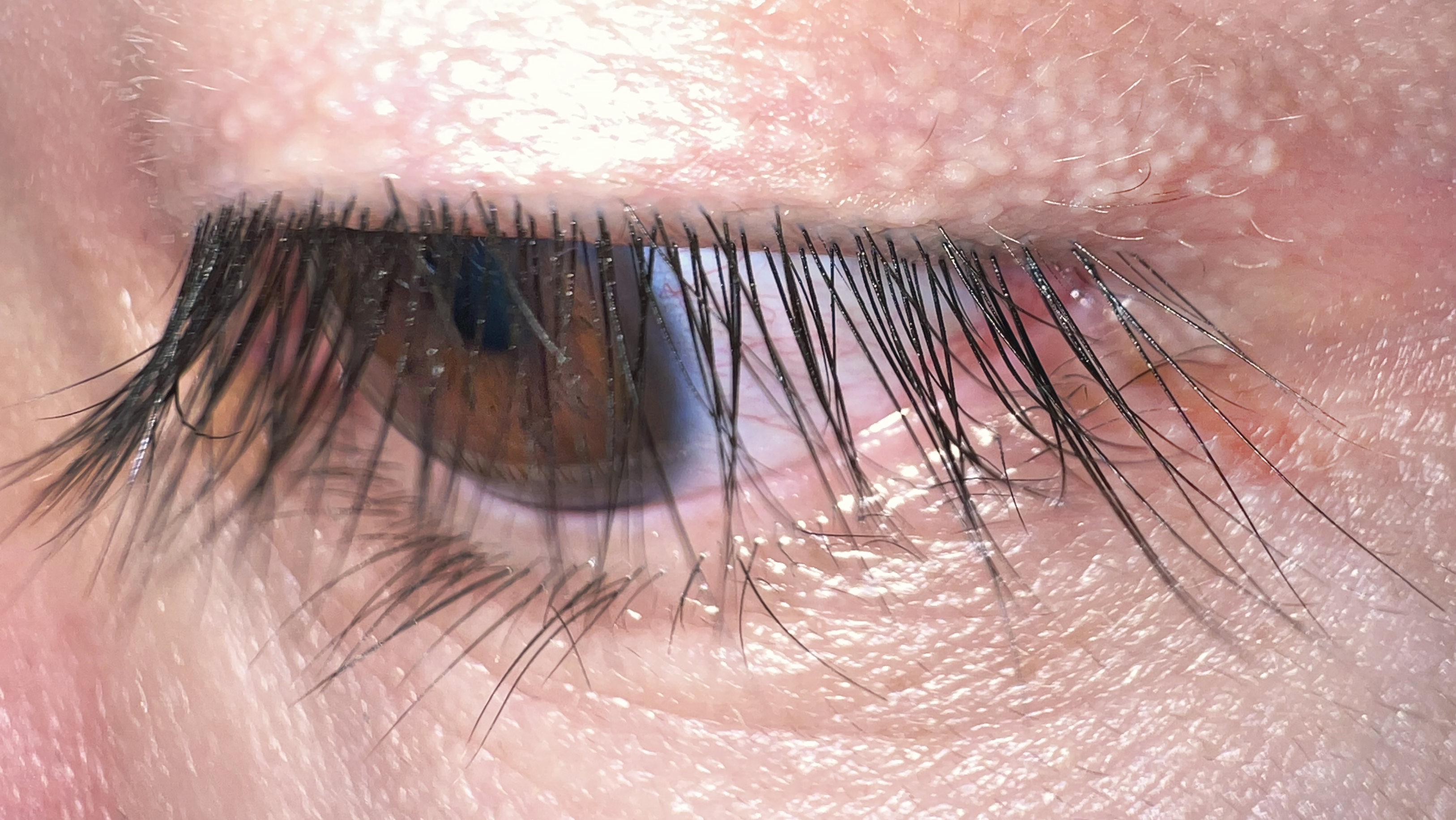
Visão próxima de um olho humano

A celha ou cílio (também chamada de pestana) é cada um dos pequenos pêlos que protegem as bordas externas das pálpebras, formando uma espécie de franja protetora do globo ocular.
Os cílios protegem os olhos de poeira e pequenos detritos que podem obstruir a visão ou causar infecções ou lesões. Servem também para acionar o reflexo palpebral ou reflexo de pestanejar, uma de várias reacções de aversão que protegem os olhos. O ato de pestanejar juntamente e a produção lacrimal ajudam a remover corpos estranhos da superfície do olho.